# Geezer Butler
Terence Michael Joseph "Geezer" Butler (født 17. juli 1949 i Aston, Birmingham, England) er en britisk musiker bedst kendt som bassist i heavy metal-bandet Black Sabbath. I 1968 dannede han Black Sabbath sammen med Ozzy Osbourne (vokal), Tony Iommi (guitar), og Bill Ward (trommer). Udover Black Sabbath spiller har han spillet i GZR og med Ozzy Osbourne-band. Fra 2006 til Ronnie James Dios  død i maj 2010 spilled han i bandet Heaven and Hell, som var en gendannelse af Black Sabbath besætningen fra Mob Rules. Butler nævner Jack Bruce som sin største inspirationskilde.

## Opvækst
Butler voksede op i en irsk-katolsk familie i Birmingham. Familien bestod af forældrene og 7 børn, og opvæksten i arbejderkvarteret var præget af fattigdom.

## Karriere
Butler dannede bandet Rare Breed i 1967, hvor John "Ozzy" Osbourne kort efter blev medlem som vocal. Gennem en veninde mødte han Tony Iommi,  og de dannede sammen med  Osbourne Polka Tulk, som ligeledes havde Bill Ward på trommer. De kaldte deres band for Earth, men inspireret af en Boris Karloff film tog de i 1969 navnet Black Sabbath.
Butler spillede oprindelig rytmeguitar, men da Iommi ikke ønskede en sådan, valgte Butler basguitaren. Det havde han ikke prøvet tidligere, og hans første optræden var med en bas, han havde lånt og som manglede en streng. Efter at Black Sabbath havde fyret Ozzy Osbourne i 1979, forlod Butler kortvarigt bandet, og Heaven and Hell blev oprindelig optaget med bassisten Craig Gruber. Imidlertid vendte Butler tilbage i sidste øjeblik til at indspille baspartierne. Han var med i Ronnie James Dio - perioden, men de mange ændringer i besætningen efter Dios udtræden sled på ham. Cross Purposes blev udgivet den 8. februar 1994, og efter den efterfølgende række af koncerter, hvor der igen var interne stridigheder, forlod den desillusionerede Butler på ny Black Sabbath for selv at skrive sange. I 1995 var han bassist i Osbournes band under optagelserne af Ozzmosis albummet. Herefter dannede han G/Z/R og indspillede Plastic Planet i 1995. Her er der et nummer, "Giving Up the Ghost", som er en åbenlys kritik af Tony Iommi for at ville fastholde Black Sabbaths navn: You plagiarized and parodied / the magic of our meaning / a legend in your own mind / left all your friends behind / you can't admit that you're wrong / the spirit is dead and gone. Albummet blev efterfulgt af Black Science, i 1997. Butler vendte herefter tilbage til Black Sabbath  og har siden da indtil opløsningen i 2017 været medlem af dette Band. Sideløbende hermed deltog han i perioden 2006 - 2010 i et projekt, kaldet Heaven and Hell, som omfattede 1980'er konstellationen af Black Sabbath, hvor Ronnie James Dio var forsanger i stedet for Osbourne.

## Stil og omtale
Butler omtales for sit melodiske spil og som en af de første bassister, der benytter wah pedal. Han stemte sit instrument ned fra   standarden E-A-D-G til C#-F#-B-E), fx på Black Sabbaths Master of Reality album, for at kunne matche Iommi, som nedtonede sin guitar. Butler skrev i tiden med Osbourne de fleste tekster, som var stærkt præget af religion, science-fiction, fantasy og gyserfilm.
Butler anses for at være en af de mest indflydelsesrige bassister i heavy metal. Han er balndt andet blevet omtalt som en musiker, der præcis spiller, det der er nødvendigt, men med en energi, som om der ikke var en dag i morgen.  Billy Sheehan fra Mr. Big har udtalt: "Han er den oprindelige faderfigur i en hel musikgenre, og en mand, der virkelig satte overliggeren højt på et tidligt tidspunkt, og fungerede som en integreret del af den lyd og den musikalske struktur, som kendetegner Sabbath". I Mick Walls biografi om Iron Maiden Run to the Hills, udtaler Steve Harris: "Jeg husker udmærket at jeg forsøgte at spille med på Black Sabbaths "Paranoid" – men i begyndelsen kunne jeg simpelthen ikke gøre det rigtigt. Jeg kastede guitaren på min seng og  gik derfra i frustration, men da jeg kom tilbage næste dag, tog jeg guitaren og spillede den hele vejen tone for tone. Da dette var overstået, spillede jeg bassriffs med en meget større indsigt i dem..".
Metallicas tidligere bassist Jason Newsted, omtalte Butler som sin væsentligste inspirationskilde og fortsatte: "All true metal bassists look up to Geezer as a pioneer and Godfather of our chosen ins trument. The best, ever". Rex Brownfra Pantera er på samme bølgelængde: "He’s a legend. He’s everything. Geezer is so much of an influence on me. Andre bassister, fx Cliff Burton, Les Claypool, Steve DiGiorgio, Alex Webster, John Myung, Johnny Lee Middleton, Greg Smith har ligeledes nævnt Butlers betydning for deres spillestil.

## Diskografi
Solo
- 1995 – Plastic Planet
- 1997 – Black Science (som "geezer")
- 2005 – Ohmwork (som "GZR"

Black Sabbath
- 1970 – Black Sabbath
- 1970 – Paranoid
- 1971 – Master of Reality
- 1972 – Vol. 4
- 1973 – Sabbath Bloody Sabbath
- 1975 – Sabotage
- 1976 – Technical Ecstasy
- 1978 – Never Say Die!
- 1980 – Heaven and Hell
- 1981 – Mob Rules
- 1982 – Live Evil
- 1983 – Born Again
- 1992 – Dehumanizer
- 1994 – Cross Purposes
- 1998 – Reunion
- 2007 – Black Sabbath: The Dio Years
- 2013 – 13
- 2016 – The End

Ozzy Osbourne
- 1990 – Just Say Ozzy
- 1993 – Live & Loud ("Black Sabbath")
- 1995 – Ozzmosis
- 1997 – The Ozzman Cometh ("Back on Earth")[19]

Heaven & Hell
- 2007 – Live from Radio City Music Hall
- 2009 – The Devil You Know
- 2010 – Neon Nights: 30 Years of Heaven & Hell